# Glam-punk
El glam-punk o glam punk, de vegades anomenat mock rock, és un terme utilitzat retrospectivament per descriure una tendència de curta durada que es va donar a principis i mitjans de la dècada de 1970 als Estats Units i al Regne Unit, per part de bandes que tocaven una forma de punk rock incorporant elements de glam rock. Com a grups representants d'aquest gènere musical es troben els New York Dolls i els Harlots of 42nd Street.

## Història i influències

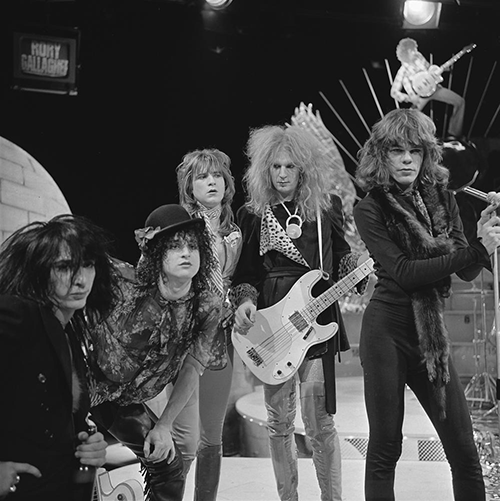
New York Dolls, el 1973

El glam-punk ha estat vist com una reacció a la sensibilitat de la música popular hippie dels anys 1960. L'autora i periodista musical Lucy O'Brien ha definit l'estil dels New York Dolls com la combinació de «la trepidant energia dels Rolling Stones amb una forta influencia de l'era del girl group ». El grup va ser molt influent en els escenaris dels clubs de la ciutat de Nova York a principis de la dècada de 1970, així com en generacions posteriors de músics, i el seu estil va ser adoptat per diverses bandes novaiorqueses, entre elles els Harlots of 42nd Street. Els New York Dolls es van separar el 1976, quan la tendència ja s'havia metamorfosat dins el punk i començat a moure cap a la New Wave.
Els New York Dolls van contribuir en els inicis del punk rock amb Malcolm McLaren com a manager informal el 1975 abans de tornar a Anglaterra, on amb Vivienne Westwood van utilitzar als New York Dolls, així com altres bandes que havien vist a Nova York, com a inspiració per a la moda punk i la creació dels Sex Pistols. També van influir en el glam metal que va sorgir als anys vuitanta, en ser adoptada l'estètica del glam per part de grups com Hanoi Rocks, Mötley Crüe i Guns N' Roses.
El terme ha estat utilitzat per descriure bandes posteriors que combinaven l'estètica del glam amb música punk, com The DTEASE i Manic Street Preachers en els seus inicis. El glam-punk tanmateix va exercir gran influència en grups del renaixement post-punk novaiorquès com D Generation, Toilet Böys i The Strokes.